# Élections législatives norvégiennes de 1965
Les élections législatives norvégiennes de 1965 (Stortingsvalet 1965, en norvégien) se sont tenues le 13 septembre 1965, afin d'élire les cent cinquante députés du Storting pour un mandat de quatre ans.

## Résultats
Le nombre de députés du parti travailliste recule bien que ce dernier dépasse les 40%. Le bloc de gauche n'obtenant pas la majorité, c'est la coalition de droite qui prend le pouvoir et forme le gouvernement Borten.
| Partis                     | Nombre de votes | %      | Nombre de sièges | +/- |
| Parti travailliste         | 883 320         | 43,1 % | 68               | - 6 |
| Parti Conservateur         | 415 612         | 20,3 % | 31               | + 2 |
| Parti libéral              | 207 834         | 10,2 % | 18               | + 4 |
| Parti du centre            | 191 702         | 9,4 %  | 18               | + 2 |
| Parti populaire chrétien   | 160 331         | 7,8 %  | 13               | - 2 |
| Parti du peuple socialiste | 122 721         | 6 %    | 2                | 0   |
| Parti communiste           | 27 996          | 1,4 %  | 0                | 0   |
| Chrétiens - Conservateurs  | 22 800          | 1,1 %  | _                | -   |
| Centristes - Libéraux      | 14 713          | 0,7 %  | _                | _   |
| Total                      | 2 056 091       | 100 %  | 150              | 0   |